# Палестинский законодательный совет
Палестинский законодательный совет (ПЗС, араб. مجلس التشريعي الفلسطيني‎) — парламент Государства Палестина, избираемый арабским населением Западного берега реки Иордан, сектора Газа и Восточного Иерусалима (в границах на 4 июня 1967 года).
Члены ПЗС (132 депутата) автоматически входят в состав Палестинского национального совета (более 600 депутатов), который считается представительным органом всего арабского народа Палестины, включая диаспору и арабов территорий, оккупированных Израилем до Шестидневной войны 1967 года.
Пост председателя ПЗС в некоторых отношениях важнее поста премьер-министра Палестины, поскольку именно председатель парламента временно замещает президента Палестины в случае его смерти или отставки.
Выборы ПЗС не проводились с 2006 года, в конце 2009 года его мандат был продлен Центральным советом Организации освобождения Палестины до проведения новых выборов, которые до настоящего времени не состоялись. Фактически с 2007 года ПЗС не заседает, так как с тех пор, как ХАМАС, признанный террористической организацией в ряде стран, выиграл выборы в законодательное собрание ПНА в январе 2006 года, возник острый политический кризис.

## ПЗС первого созыва

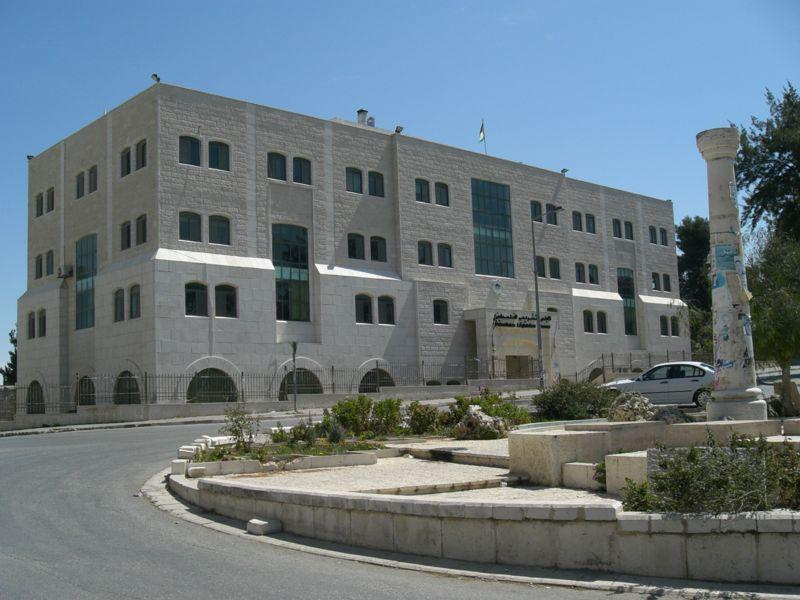
Здание Палестинского законодательного совета в Рамалле на Западном берегу р. Иордан.

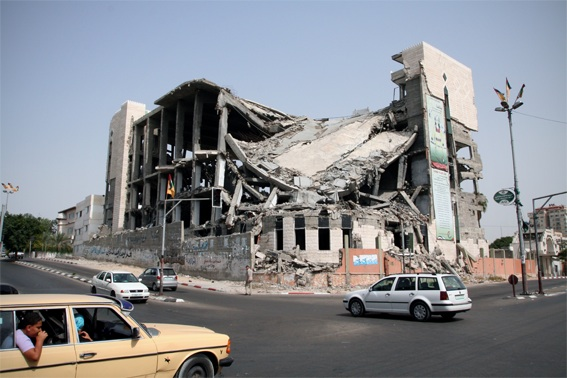
Здание Палестинского законодательного совета в Газе, разрушено в ходе израильской операции «Литой Свинец».

На выборах в ПЗС первого созыва, состоявшихся 20 января 1996 года, избирались 88 депутатов по мажоритарным округам.
По результатам выборов 55 мест получило движение ФАТХ, независимые кандидаты: сторонники ФАТХ — 7, исламисты — 4, христиане — 3; остальные независимые кандидаты — 15; самаритяне и другие по одному; 2 места остались вакантными.
Председатель ПЗС первого созыва — Ахмед Куреи (Абу Ала), позже — Раухи Фаттух.
ПЗС первого созыва завершил работу уже после следующих выборов, 13 февраля 2006, приняв перед роспуском закон о создании конституционного суда, призванного разрешать споры между исполнительной и законодательной ветвями власти. В его состав будут входить девять судей, которые будут обладать правом вето при обсуждении новых законов. Все члены суда будут назначаться главой палестинской администрации. Депутаты ПЗС второго созыва от движения ХАМАС намерены оспорить это решение. Для его отмены, однако, потребуется две трети от общего числа депутатов.
Список депутатов и председателей комиссий см. в статье «Палестинский законодательный совет I созыва».

## ПЗС второго созыва
Указом президента ПНА N 5 от 8 января 2005 выборы в ПЗС второго созыва были назначены на 17 июля 2005 года. Указом N 11 от 3 июня 2005 выборы были отложены на неопределённый срок. Указом от 20 августа 2005 года выборы в ПЗС второго созыва были назначены на 25 января 2006 года.
ПЗС второго созыва, избранный 25 января 2006 года, состоит из 132 депутатов. 66 избраны по пропорциональной системе, 66 — по мажоритарным многомандатным округам.
На выборах в ПЗС второго созыва 25 января 2006 года, по официальным данным,
- 74 места получил список «Изменения и реформы» (ХАМАС)
- 45 — ФАТХ
- 3 — список «Мученик Абу Али Мустафа» (НФОП)
- 2 — «Альтернатива» (ДФОП, ПНП, ФИДА)
- 2 — «Независимая Палестина» (Палестинская Национальная Инициатива)
- 2 — «Третий путь»
- 4 — независимые кандидаты

Не менее 30 новоизбранных депутатов числятся в списке террористов, разыскиваемых израильскими спецслужбами. 12 депутатов, в том числе Марван Баргути (ФАТХ) и Ахмед Саадат (НФОП), оба — первые номера в своих списках, на момент избрания находились в израильских тюрьмах. Остальные 10 депутатов-заключённых представляют фракцию ХАМАС.
Первая сессия ПЗС второго созыва открылась 18 февраля 2006. Сессия проводилась с использованием видеоконференцсвязи между резиденциями ПЗС в Газе и Рамалле из-за ограничений на передвижение депутатов, введённых израильскими властями. Председателем ПЗС избран представитель фракции ХАМАС Абдель Азиз Дуэйк (округ Хеврон), за — 70 голосов, заместителями председателя — Ахмад Бахар (ХАМАС, Газа) и Хасан Хурайши (независимый, Тулькарм), секретарем — Махмуд ар-Рамахи (ХАМАС, N 8 в списке).
Лидер фракции ХАМАС, составляющей парламентское большинство — Махмуд аз-Заххар (N 9 в списке). Лидер фракции ФАТХ — Азам Наджиб Мустафа аль-Ахмад (округ Дженин).
28 марта 2006 ПЗС по представлению Махмуда Аббаса утвердил состав нового правительства автономии во главе с Исмаилом Ханией и его программу. За проголосовал 71 депутат, против — 36, воздержались — 2, не голосовали — 23. За утверждение правительства Хании голосовали все депутаты от ХАМАС, кроме 9-ти, находящихся в израильских тюрьмах, а также 4 независимых депутата и 2 депутата от Народного фронта освобождения Палестины. Депутаты ФАТХ, присутствовавшие на заседании, проголосовали против.
В июне — августе 2006 израильскими военными были арестованы и вывезены с палестинских территорий около 30 депутатов ПЗС, в том числе 6 августа — спикер парламента Абдель Азиз Дуэйк, 20 августа — секретарь ПЗС Махмуд ар-Рамахи.
8 сентября 2010 были освобождены из израильских тюрем депутаты от ХАМАС Аззам Сальхаб и Назар Абдель Хамид Рамадан. В заключении к этому моменту оставались 10 депутатов: Марван Баргути, Джамаль Тирауи (оба ФАТХ), Ахмад Саадат (НФОП), Хасан Юсеф Халиль, Мохаммед Абу Тир, Али Романин, Басем Заарир, Айман Дарагме, Абдель Джабер Фокаха, Мохаммед Тота (все 7 — ХАМАС).

## Здание
13 ноября 2023 года в ходе операции против ХАМАС здание ПЗС в Газе было взято израильским спецназом. 15 ноября того же года здание было уничтожено путём взрыва.

## Списки
Список депутатов см. «Выборы в Палестинский законодательный совет (2006)»